# Котикова, Светлана Александровна
Светла́на Алекса́ндровна Ко́тикова (17 апреля 1945 — 19 февраля 1996) — советская и российская актриса театра и кино.

## Биография

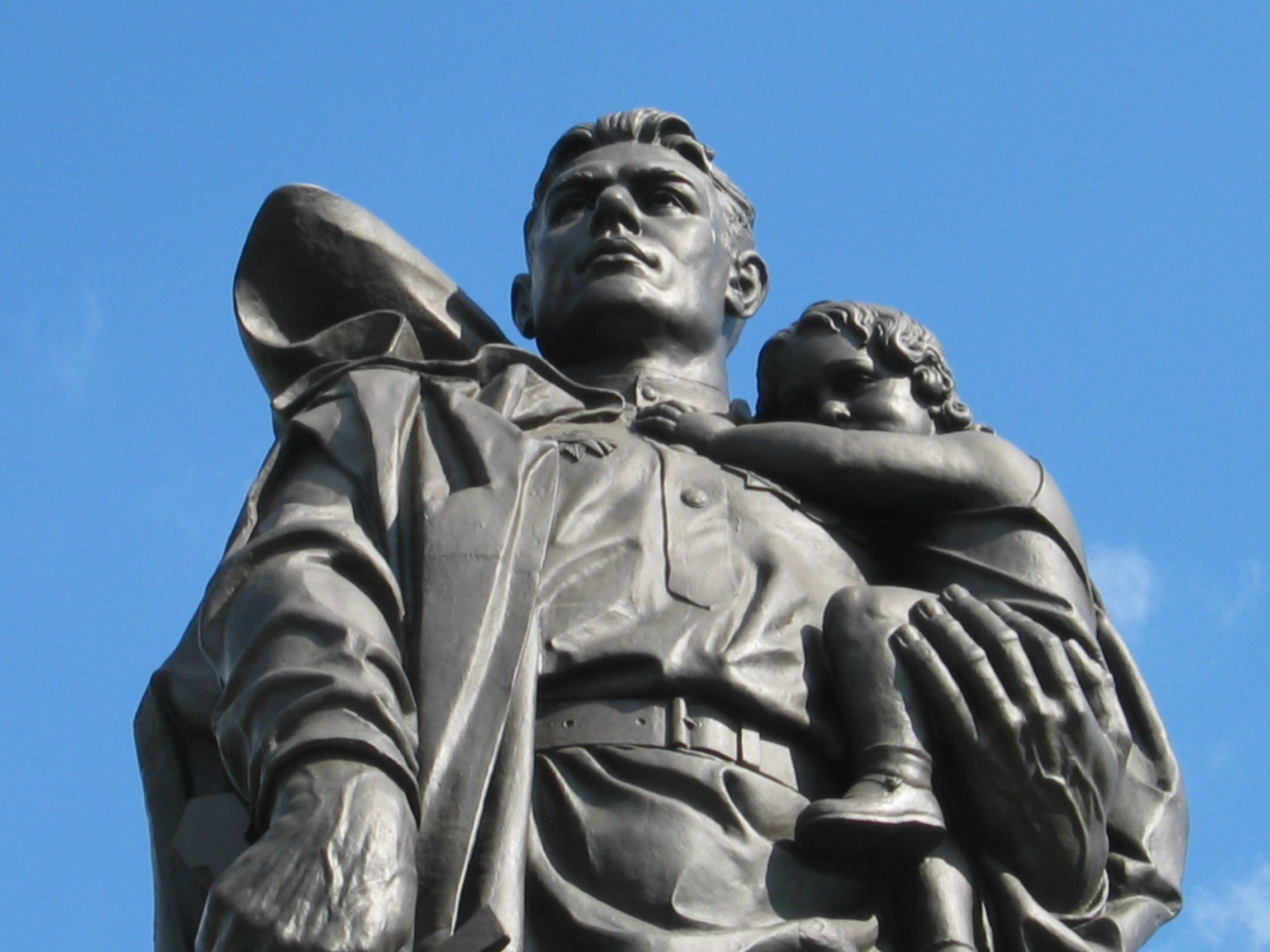
Монумент «Воин-освободитель»

Родилась 17 апреля 1945 года в семье генерал-майора А. Г. Котикова и его жены Надежды Петровны. Родилась на территории СССР, но всё детство провела в послевоенном Берлине, так как отец Светланы вскоре после её рождения был назначен комендантом советского сектора Берлина.
В возрасте трёх лет Светлана позировала скульптору Е. В. Вучетичу, создававшему скульптурный монумент «Воин-освободитель» в Трептов-парке, в качестве немецкой девочки, которую держит в руках солдат. В 1953 году семья Котиковых из Берлина вернулась в Москву.
После окончания школы Светлана поступила в Школу-студию им В. И. Немировича-Данченко при МХАТ СССР им. Горького на курс П. В. Массальского. Училась на одном курсе с Авангардом Леонтьевым и Гарри Бардиным. Вышла замуж за Гарри Бардина, но через год развелась.
В 1968 году после окончания Школы-студии МХАТ поступила в Театр сатиры, где прослужила почти всю жизнь.
В 1971 году снялась в роли учительницы в фильме «Ох уж эта Настя!», которая на некоторое время её сделала знаменитой. На афише фильма её увидел кинооператор Николай Кафингаус, который нашёл её и вскоре сделал ей предложение. Брак с Кафингаусом продлился немногим более трёх лет.
В Театре сатиры играла в основном эпизодические роли — буфетчицу в «По 206-й», унтер-офицерскую вдову, которая сама себя высекла, в «Ревизоре» и пр. Наиболее известная её театральная работа — роль фрекен Бок в «Карлсоне». Из-за недостатка ролей она подрабатывала в радиопередачах, участвовала в разовых постановках для банкетов. Однажды её роль положительно упомянули в газетной заметке. Она познакомилась с автором заметки журналистом Яном Сороко, за которого вскоре вышла замуж. Однако брак продлился недолго, через некоторое время третий муж Светланы скончался от рака горла.
Через несколько лет она встретилась с режиссёром Анатолием Володиным, за которого вышла замуж. Анатолий Володин делал постановки специально под Светлану в театре-студии «Звучащая книга» (студия базировалась в ДК им. Чкалова). Однако, когда из ДК сделали казино со стриптизом, студия прекратила существование. Вскоре после этого Анатолий Володин умер. Светлана Котикова, пережив своего четвёртого мужа на несколько месяцев, скончалась 19 февраля 1996 года. Похоронена на кладбище в селе Архангельское Угличского района Ярославской области (в 8 км от Углича, в 2 км от деревни Селиваново, в лесу), рядом с матерью и сестрой Еленой.

## Фильмография
- 1968 — В тринадцатом часу ночи — ассистент режиссёра
- 1971 — Ох уж эта Настя! — учительница Марьяна Борисовна
- 1976 — Пощёчина (фильм-спектакль) — Огуренкова
- 1978 — Таблетку под язык (фильм-спектакль) — подружка Тамары